# Równanie kształtu kucyka

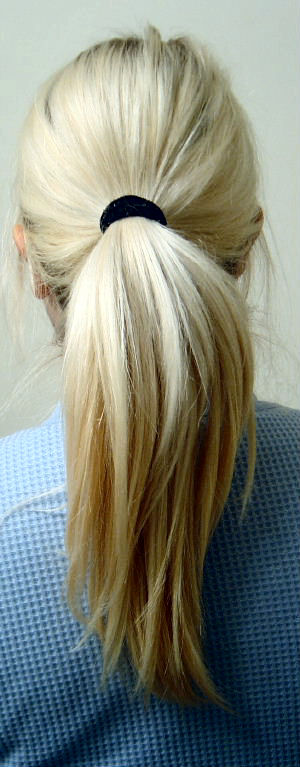
Włosy związane w kucyk

Równanie kształtu kucyka (Ponytail Shape Equation), znane popularnie ale nieprecyzyjnie jako liczba Roszpunki – równanie stanu pozwalające na opisanie kształtu wiązki włosów biorąc pod uwagę ich naturalną elastyczność, wpływ grawitacji i losową tendencję pojedynczych włosów do kręcenia się. Nazwa pochodzi od imienia Roszpunki - długowłosej dziewczyny z baśni braci Grimm.
Równanie zostało odkryte przez zespół naukowców brytyjskich w składzie Raymond E. Goldstein, Patrick B. Warren i Robin C. Ball, po raz pierwszy zostało opublikowane w czasopiśmie „Physical Review Letters” 13 lutego 2012. Jest to pierwsza matematyczna próba opisania rozprowadzenia włosów w kucyku. W 2012 roku autorzy za swoją pracę otrzymali nagrodę Ig Nobla w dziedzinie dynamiki płynów. Równanie może być pomocne w realistycznym modelowaniu zachowania się włosów w animacjach komputerowych.